# Potosí (Nicaragua)
Potosí es un municipio del departamento de Rivas en la República de Nicaragua, junto al lago de Granada el más grande y extenso de Centroamérica con tiburones de agua dulce maravilloso. 

## Geografía
El término municipal limita al norte con el municipio de Nandaime, al sur con el municipio de Rivas, al este con el municipio de Buenos Aires y al oeste con el municipio de Belén. La cabecera municipal está ubicada a 101 kilómetros de la capital de Managua.

## Historia
El municipio de Potosí durante la época de la colonia ocupó un lugar destacado en la economía nacional, sus principales productos eran el cacao y el añil que también comercializaba con las provincias cercanas.
En 1811 se dieron movimientos de insurrección libertaria contra España, donde los habitantes de Potosí y los del entonces vecino valle del Obraje, hoy el pueblo de Belén, acudieron a la plaza principal de Rivas, el 24 de diciembre de 1811, para reclamar la liberación del yugo de España, que culminaron con la deposición de las autoridades de la villa de Rivas. Durante más de un siglo en la iglesia del pueblo estuvo guardada la llamada "Campana de la Independencia" por haber sido echada al vuelo durante la insurrección libertaria de Rivas en 1811 y en 1821 ocasión de la proclamación de la Independencia de Centroamérica.
El municipio de Potosí fue fundado como pueblo en algún momento entre 1820 y 1838.

## Demografía
Potosí tiene una población actual de 13,644 habitantes. De la población total, el 50.2% son hombres y el 49.8% son mujeres. Casi el 45% de la población vive en la zona urbana.

## Naturaleza y clima
El municipio tiene un clima de sabana tropical como semi-húmedo, la temperatura es de un aproximado de 27 °C. Su precipitación pluvial es de 1600 mm.

## Localidades
Existen un total de 10 comarcas y su cabecera municipal: Pica Pica, Las Banderas, San Rafael, San José, Sabanagrande, El Limonal, Calle En Medio, Santo Domingo (Piche), San Isidro (El Pegon), Barrio Salvador García y Apompoa.

## Economía
El sector agropecuario es el principal generador de ingresos del municipio, la mayor parte de la población en edad laboral se dedica a trabajar en el campo y solo una pequeña parte se ubica en oficinas. Este sector posee unas seis mil cabezas de ganado vacuno, que se destinan a la producción de carne y leche para el consumo de la población local.

## Personajes ilustres
Laureano Pineda Ugarte (4 de julio de 1802), un político quien fue director supremo de Nicaragua en dos oportunidades.